# Fritz Walter

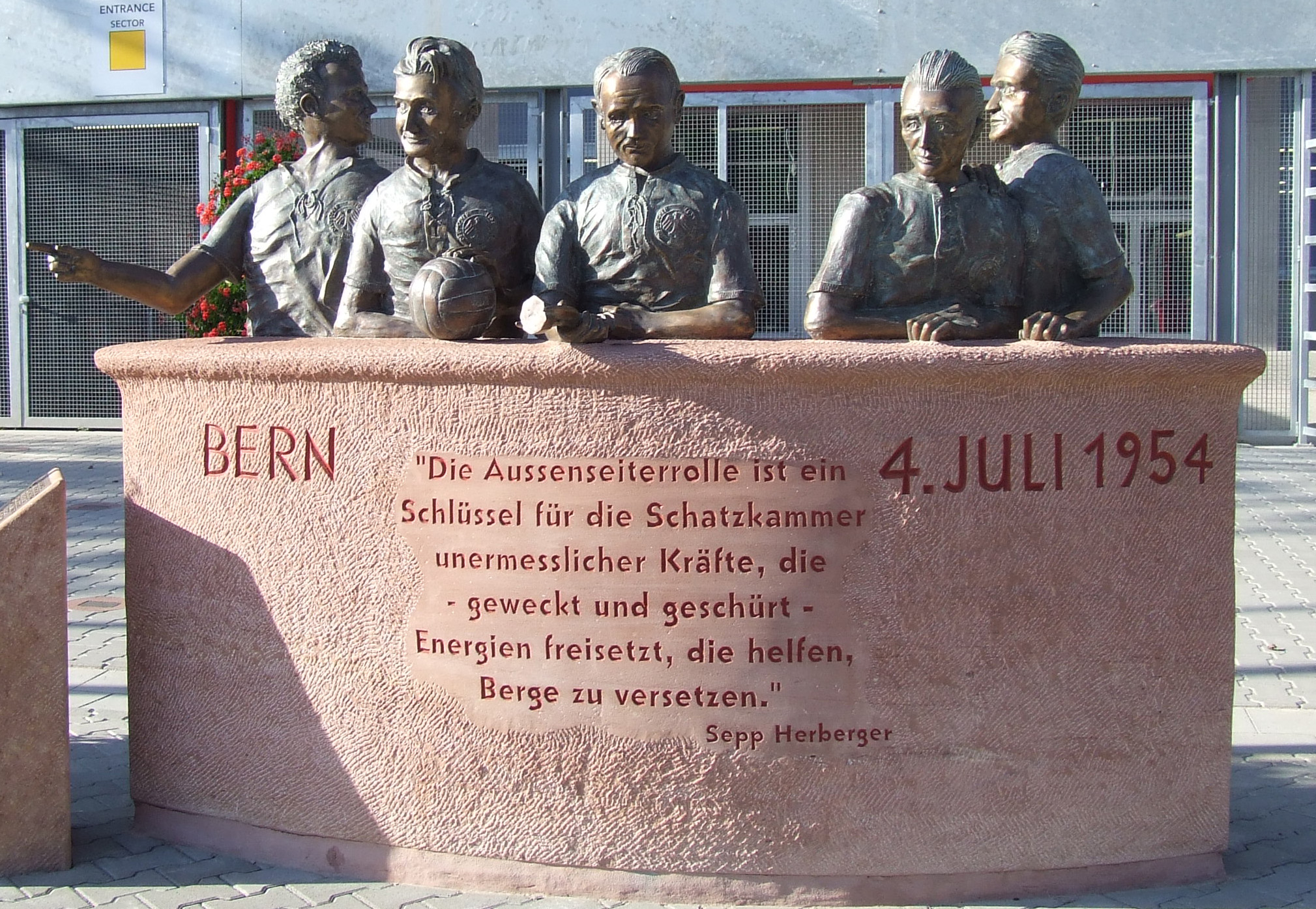
Bustos dos cinco jogadores do Kaiserslautern titulares da seleção alemã-ocidental campeã da Copa do Mundo FIFA de 1954: Werner Liebrich, Fritz Walter, Werner Kohlmeyer, Horst Eckel e Ottmar Walter.

Friedrich "Fritz" Walter (Kaiserslautern, 31 de outubro de 1920 — Enkenbach-Alsenborn, 17 de junho de 2002) foi um futebolista alemão que atuava como atacante. Celebrizou-se como o maior jogador de seu país na primeira metade do século XX e especialmente como líder da seleção alemã-ocidental campeã da Copa do Mundo FIFA de 1954, o primeiro título dos germânicos na competição. Já tinha 34 anos e na campanha pôde jogar ao lado do irmão Ottmar Walter, tendo ainda fôlego para, aos 38 anos, participar também da Copa do Mundo FIFA de 1958.
Esguio e com 1,73 m de altura, a nível de clubes ele defendeu como adulto somente o Kaiserslautern,[carece de fontes?] de sua cidade natal, entre 1939 e 1959.[carece de fontes?] Walter era descrito como "o cérebro e coração" desta equipe, que dominou o campeonato alemão-ocidental no início da década de 1950, época em que o clube obteve seus dois primeiros títulos no torneio,[carece de fontes?] formando a base da seleção campeã de 1954: além dos irmãos Walter, o time cedeu outros três jogadores à equipe titular da Alemanha Ocidental.
Em tributo ao principal craque, o clube nomeou seu campo como Fritz-Walter-Stadion, uma das sedes da Copa do Mundo FIFA de 2006, homenagem cujos gastos, por outro lado, quase levaram o time à falência. Quando aposentou-se, Walter era o maior artilheiro da seleção alemã, ao ponto de, mesmo parado há três anos, ser requisitado para jogar a Copa do Mundo FIFA de 1962, o que recusou.

## Kaiserslautern
Fritz Walter começou a carreira em 1937, no time de sua cidade natal, o Kaiserslautern. Apareceu no campeonato alemão a partir da temporada 1939-40. Na época, a primeira divisão alemã, chamada Gauliga, era disputada primeiramente através de diversos torneios regionais, incluindo na Áustria e nos Sudetos, com os líderes avançando a partidas eliminatórias em uma fase nacional. O Kaiserslautern liderou um dos dois subgrupos do Sudoeste, mas perdeu a final regional para o Kickers Offenbach, a despeito do desempenho de Walter: ele marcou dois gols por partida, em média, convertendo trinta em quinze jogos. O desempenho o levou à seleção alemã já em 1940, debutando nela em 14 de julho daquele ano.[carece de fontes?]
Na temporada 1940-41, Walter voltou a ter média superior a um gol por partida, marcando dezesseis em doze, mas seu clube não conseguiu liderar seu subgrupo no Torneio do Sudoeste, terminando em segundo - apenas o líder, o Saarbrücken, avançava. Na temporada seguinte, a média se elevou: foram 39 gols de Walter em quatorze jogos na fase inicial. Sua equipe avançou à fase nacional, na qual Walter marcou cinco vezes em dois jogos. Não houve mais partidas porque, a despeito do desempenho do craque, o Kaiserslautern não foi páreo ao Schalke 04, contra quem foi eliminado nas oitavas-de-final por 9-3. O clube azul de Gelsenkirchen seria adiante era a grande potência alemã na época, com seis títulos e três vice-campeonatos entre 1933 e 1942,[carece de fontes?] gerando percepção de que seria inclusive o time pelo qual torceria Adolf Hitler. O Schalke, de fato, terminaria campeão.[carece de fontes?]
Na temporada 1942-43, Walter ainda participou de três partidas, marcando um gol.[carece de fontes?] A carreira, porém, terminou interrompida pela Segunda Guerra Mundial. Ele foi alistado na brigada dos para-quedistas do Reich, realizando missões por toda a Europa. Sobreviveu, mas o abalo psicológico faria-lhe recusar entrar novamente em aviões ao fim da guerra. O próprio campeonato também foi paralisado a partir da temporada 1944-45.[carece de fontes?]
A carreira futebolística de Walter foi retomada na temporada 1945-46, voltando a ter média de gols superior a um por partida: foram dezesseis em quatorze. O Kaiserslautern disputava agora o Grupo do Sudoeste da chamada Oberliga. O clube terminou na segunda colocação do grupo, um ponto abaixo do Saarbrücken.[carece de fontes?]
Na temporada 1946-47, foram 22 gols de Walter em quatorze jogos pelo Sudoeste, com seu clube terminando na liderança. Mas a fase nacional, interrompida desde 1944, só seria retomada a partir da temporada 1947-48 para o futebol da Alemanha Ocidental. Nela, Walter repetiu o desempenho de mais de um gol por jogo no Grupo do Sudoeste, dessa vez 31 em 24, e o Kaiserslautern foi novamente líder.[carece de fontes?]
Na fase nacional, o Kaiserslautern eliminou por 5-1 tanto o Munique 1860 como o Neuendorf, respectivamente nas quartas-de-final e na semifinal, mas perdendo por 2-1 a decisão contra o Nuremberg. Este era o clube mais vezes campeão do país até ser superado já na década de 1980 pelo Bayern Munique,[carece de fontes?] e lá jogava Max Morlock, colega de Walter na seleção campeã de 1954 e autor do primeiro gol alemão na final contra a Hungria.
Na temporada 1948-49, Walter novamente obteve mais de um gol por partida, convertendo trinta em 22.O Kaiserslautern foi novamente líder. Na fase nacional, o craque jogou cinco vezes, mas sem marcar; o time inicialmente eliminou nas quartas-de-final por 4-1 o St. Pauli, mas foi derrotado pelo mesmo placar na semifinal pelo Borussia Dortmund. Walter conseguiu nova média superior a um gol por partida na temporada seguinte, a de 1949-50: foram 34 gols em 26 jogos pelo Sudoeste, e três em três pela fase nacional, à qual o Kaiserslautern novamente classificou-se como líder regional. A equipe eliminou o Rot-Weiß Essen nas oitavas-de-final por 3-2, mas caiu ainda nas quartas, derrotada por 5-2 pelo Stuttgart, que terminaria campeão.[carece de fontes?]
Na temporada de 1950-51, Walter já tinha mais de trinta anos e a média de gols diminuiu. Foram cinco em dezenove jogos pelo Sudoeste, grupo novamente liderado pelo Kaiserslautern. A fase nacional passou a ser disputada em dois quadrangulares-semifinais, com seus líderes realizando a decisão. Walter marcou um gol em sete partidas nessa fase, mas enfim conseguiu o título alemão-ocidental. A equipe liderou seu quadrangular um ponto acima do Schalke 04 e na decisão derrotou de virada por 2-1 o Preußen Münster, com dois gols de Ottmar Walter,[carece de fontes?] irmão de Fritz. Foi o primeiro título alemão do Kaiserslautern.[carece de fontes?]
Na temporada 1951-52, Fritz Walter marcou dezenove vezes em 27 jogos, mas o líder e representante do Sudoeste voltou a ser o Saarbrücken, com o Kaiserslautern terminando em terceiro. Na temporada seguinte, Walter voltou a, pela última vez, alcançar mais de um gol por jogo, marcando 38 vezes em 30 jogos pelo Sudoeste. Seu time voltou a ser líder, superando um quadrangular-semifinal que incluía o Colônia, onde jogava Hans Schäfer,[carece de fontes?] outra importante peça ofensiva na seleção campeã de 1954. Na decisão, o Kaiserslautern superou por 4-1 o Stuttgart. Walter, em sete partidas da fase nacional, marcou quatro vezes.[carece de fontes?]
Na temporada 1953-54, foram vinte gols de Walter em 29 jogos no Sudoeste. Seu clube novamente liderou a região, e na fase semifinal voltou a superar o Colônia. Walter participou de três jogos e marcou duas vezes, mas seu clube terminou derrotado por 5-1 pelo Hannover 96 na decisão.[carece de fontes?] Isso não impediu que o Kaiserslautern compusesse a base da seleção que semanas depois venceria a Copa do Mundo na Suíça, fornecendo aproximadamente metade dos titulares, com cinco jogadores: os dois irmãos Walter e também Werner Kohlmeyer, Horst Eckel e Werner Liebrich.
Após o mundial, Walter marcou dez vezes em 21 partidas do Sudoeste na temporada 1954-55, com seu time novamente liderando o grupo.[carece de fontes?] Na fase nacional, o astro marcou quatro gols em sete partidas. O Kaiserslautern superou o quadrangular-semifinal que incluía também o Hamburgo, mas terminou derrotado por 4-3 na decisão pelo Rot-Weiß Essen,[carece de fontes?] onde jogava Helmut Rahn,[carece de fontes?] grande herói da final da Copa de 1954, na qual marcou os outros dois gols alemães.
Na temporada 1955-56, Walter marcou dezesseis vezes em 25 jogos do Sudoeste, onde Kaiserslautern foi novamente líder. No quadrangular-semifinal, porém, a vaga em nova decisão foi perdida nos critérios de desempate para o Karlsruher. Walter marcou um gol em seis jogos da fase. No campeonato de 1956-57, Walter converteu quinze gols em 21 jogos no Sudoeste, novamente liderado por seu clube. Na fase seguinte, foram três gols em dois jogos, porém, a equipe só somou um ponto no quadrangular-semifinal liderado pelo Borussia Dortmund, campeão do ano anterior e que asseguraria o bicampeonato seguido.[carece de fontes?]
Na temporada 1957-58, Walter fez cinco gols em 26 jogos pelo Sudoeste e nenhum nas duas partidas pela fase nacional,para a qual o Kaiserslautern classificou-se mesmo não mais liderando o grupo regional; ficou em segundo, a um ponto do Pirmasens. Nessa condição, o Kaiserslautern precisou jogar primeiramente uma eliminatória preliminar ao quadrangular-semifinal e nela perdeu para o Colônia por 3-0, após empate em 3-3 no primeiro jogo. Walter jogou mais uma temporada, a de 1958-59, marcando nela dez vezes em 22 partidas pelo Sudoeste. O Pirmasens, porém, voltou a ser líder, com o Kaiserslautern terminando em terceiro, ausentando-se da fase nacional pela primeira vez desde 1952.[carece de fontes?]
Após dois títulos e dois vice-campeonatos nacionais na década de 1950, o Kaiserslautern, com a aposentadoria dos principais jogadores daquele auge, tornou-se uma equipe de meio de tabela na nascente Bundesliga, formato adotado a partir de 1964 pelo campeonato alemão. Recobrou alguma força somente na década de 1990, onde conseguiu seus dois outros títulos na elite, em 1991 e em 1998,[carece de fontes?] ainda que também sofresse rebaixamento no período - o título de 1998 veio justamente em rara sequência com a conquista da segunda divisão.

## Seleção

### Alemanha Nazista
Fritz Walter estreou em plena Segunda Guerra Mundial pela seleção alemã, que na época incluía também jogadores austríacos, e até mesmo provenientes da Polônia, já invadida pelo Terceiro Reich - este era o caso do colega Ernest Wilimowski, que, ainda pela seleção polonesa, havia marcado quatro vezes em uma só partida na Copa do Mundo FIFA de 1938, sobre o Brasil. O primeiro adversário de Walter foi a Romênia, derrotada por 9-3 em Frankfurt com três gols do estreante em 14 de julho de 1940, em plena Segunda Guerra Mundial. Foi em 14 de julho de 1940,[carece de fontes?] logo após a primeira temporada da carreira adulta do jogador, na qual ele marcara trinta vezes em quinze partidas pelo Kaiserslautern.[carece de fontes?]
Walter e Wilimowski formaram uma dupla de ataque avassaladora. Enquanto o colega marcou treze gols em oito partidas pela Alemanha antes da seleção interromper seus compromissos a partir de 1942, Walter fez 19 gols nas 24 partidas até aquele ano. Dentre essas partidas, uma vitória por 13-0 sobre a Finlândia em Leipzig, com dois gols de Walter em sua segunda exibição pelo Nationalelf; um 7-0 em 1941 sobre a Hungria em Colônia, com outro gol, bem como dois sobre o mesmo adversário em vitória por 5-3 em Budapeste, em 1942 - ano em que a Romênia foi batida por 7-0 em Beuthen com três de Walter.[carece de fontes?]
A guerra, porém, impediu a realização de Copas do Mundo em 1942 e em 1946. O torneio foi retomado em 1950, mas os alemães, em reconstrução sequer participaram das eliminatórias; após vencer por 5-2 a Eslováquia por 5-2 em Bratislava em 22 de novembro de 1942, Walter só voltou a defender a seleção quase nove anos depois. O jogo contra os eslovacos foi o último da Alemanha antes do fim da guerra e da divisão do país.[carece de fontes?]

### Copa do Mundo de 1954
A seleção da Alemanha Ocidental fez sua estreia em outro 22 de novembro, em 1950. Foi nessa partida que Ottmar Walter, irmão de Fritz, fez sua primeira partida de seleção. O jogo seguinte foi em 15 de abril de 1951, e ele marcou a reestreia de Fritz em jogos de seleções. Voltou marcando gol, convertendo um no triunfo de 3-2 sobre a Suíça em Zurique, naquela ocasião. Em paralelo, ele esteve no primeiro título alemão do Kaiserslautern, ao fim da temporada 1950-51, mantendo presença assídua na seleção: em 1951, das seis partidas realizadas pela Alemanha Ocidental, esteve em todas; das seis de 1952, esteve em quatro, incluindo gols em vitória por 5-1 sobre a Suíça em Augsburgo e por 3-2 sobre a Iugoslávia em Ludwigshafen.[carece de fontes?]
Das quatro partidas de 1953, incluindo três pelas eliminatórias da Copa do Mundo FIFA de 1954, Walter esteve em três, duas pelas eliminatórias, marcando o gol do empate em 1-1 com a Noruega em Oslo e um na vitória por 5-1 sobre o Sarre em Hamburgo.[carece de fontes?] Após a ausência nas eliminatórias anteriores, o desempenho alemão, mesmo em um grupo-triangular com essas duas seleções, não deixou de ser uma surpresa, ainda que explicada pelo fato do Campeonato Alemão de Futebol só ter sido na guerra interrompido em 1945 - preservando assim muitos jogadores que teriam idade para lutar. Após aquele empate em 1-1 na estreia, venceu todos os seus outros jogos, o último deles já em 28 de março de 1954, 3-1 no Sarre em Saarbrücken. O técnico oponente era Helmut Schön, posteriormente treinador da própria Alemanha Ocidental.
Mesmo tendo média de idade elevada, em torno de 28 anos, a seleção pôde dar-se ao luxo de abrir mão de outro veterano, a antiga dupla de Walter na seleção nazista - Ernest Wilimowski, radicado na Alemanha Ocidental após a guerra e que teria na ausência para aquele mundial sua maior decepção esportiva. Ele já tinha 38 anos. Walter tinha 34, o que não o impediu de, inclusive como capitão, liderar os alemães na Suíça, participando das seis partidas da Nationalmannschaft na Copa do Mundo FIFA de 1954.
Inicialmente, os alemães sofreram descrédito. Na estreia, precisaram virar o placar para ganhar de 4-1 da Turquia e a própria idade elevada do seu capitão era um dos fatores que causavam a impressão de que não iriam muito longe. Para a partida seguinte, Walter foi um dos jogadores mantidos pelo treinador Sepp Herberger, que usou majoritariamente reservas em um confronto contra a sensação Hungria. O treinador sabia que dificilmente os germânicos venceriam os magiares e deliberadamente poupou alguns jogadores, enquanto usou os titulares fora da posição habitual, para confundir os húngaros; o zagueiro Josef Posipal jogou como volante; o lateral Horst Eckel, como meia-direita e o veterano Walter, que atuava como meia-esquerda, foi usado como centroavante. A Hungria venceu por 8-3.
Por trás da ideia de Herberger, havia o regulamento de que, naquele mundial, cada grupo teria dois cabeças-de-chave, que não se enfrentariam. Por punição disciplinar à expulsão alemã em 1945 dos quadros da FIFA, a entidade delimitou que os cabeças do grupo formado também com a Coreia do Sul seriam Hungria e Turquia, forçando assim o jogo entre alemães e húngaros. O compromisso seguinte dos alemães foi um reencontro contra os turcos, goleados agora por 7-2. Os dois irmãos Walter marcaram, com Ottmar fazendo o primeiro e Fritz, o quinto dos germânicos. Mesmo assim, eles não eram considerados favoritos para a partida contra a Iugoslávia, já pelo mata-mata das quartas-de-final.
O oponente era visto como uma seleção mais técnica e dominou o jogo inicialmente, a ponto do goleiro alemão Toni Turek, de 35 anos, ser descrito como o destaque do jogo. Mesmo quando não alcançava as bolas, teve sorte, com duas acertando a trave, e outras duas sendo salvas em cima da linha pelo defensor Werner Kohlmeyer. O placar foi aberto já aos 10 minutos de jogo, mas por um gol contra de Ivan Horvat. Os iugoslavos pressionaram bastante no decorrer da partida e só aos 41 minutos do segundo tempo a classificação alemã se assegurou, com o gol de Helmut Rahn finalizando o placar em 2-0, resultado considerado surpreendente contra o favoritismo adversário. Na semifinal, a Alemanha Ocidental estava mais confiante, sabendo que a oponente Áustria havia sofrido cinco gols da Suíça, ainda que houvesse a eliminado por marcar sete. Após um primeiro tempo equilibrado, com vitória parcial por 1-0 da Nationalmannschaft, a seleção vizinha terminou derrotada por 6-1, prejudicada pelo nervosismo do seu goleiro, Walter Zeman, que não era o titular. Nessa partida, Fritz Walter jogou em posição mais avançada, sob orientação do técnico Herberger. Ele, sempre de pênalti, e o irmão Ottmar marcaram duas vezes cada um.
A goleada foi uma nova surpresa. A mídia enfim reconheceu as chances de título dos alemães, embora logo minoradas com a notícia posterior de que Ferenc Puskás, lesionado exatamente naquele duelo de 8-3, estaria apto para participar da decisão após ter se ausentado ao longo do torneio em função da lesão. Dessa vez, Herberger orientou Walter a jogar mais recuado do que o normal, para reforçar a defesa, o que não impediu que o adversário, com o próprio Puskás e com Zoltán Czibor, conseguisse marcar duas vezes antes dos dez minutos. Mas a partida pôde ser empatada ainda aos 18 minutos do primeiro tempo. O recuado Fritz Walter participou do lance do empate, cobrando o escanteio que depois resultou no gol de Helmut Rahn.
Apesar da igualdade imediata, os alemães mantiveram-se focados em defender-se para atacar somente por contra-ataques. A tarefa foi  auxiliada também pelo clima frio e chuvoso em Berna naquele dia, a brecar os toques e a velocidade húngara, condições que foram benéficas de maneira especial ao capitão germânico: em função de malária contraída na juventude, Fritz Walter tinha rendimento minorado quando jogava no calor. Além disso,
ele e os colegas puderam usar chuteiras com travas especiais para aquelas circunstâncias, enviadas pela Adidas. Aos 39 minutos do segundo tempo, exatamente em contra-ataque, a Alemanha conseguiu o gol que finalizou o placar em 3-2, ainda que os adversários tivessem boas chances depois para empatar - numa delas, Puskás marcou, mas o lance foi invalidado por impedimento. Sob a chuva fininha, Walter tornou-se o primeiro alemão a receber a taça Jules Rimet, com Puskás, ainda que visivelmente decepcionando, encaminhando-se para cumprimenta-lo. A entrega da taça a Walter foi o ato final do próprio Jules Rimet como presidente da FIFA, com o francês sendo sucedido pelo belga Rodolphe Seeldrayers.

### Copa do Mundo de 1958
Fritz Walter, apesar de já ter 34 anos em 1954, continuou jogando regularmente pela Alemanha Ocidental até 1956, embora tenha perdido oito das nove partidas seguintes que fez pelo país - na última, a Suíça ganhou por 3-1 mesmo dentro de Frankfurt, em 21 de novembro de 1956. Walter marcou três vezes nesse ciclo, incluindo um na única vitória, sobre a Noruega em Karlsruhe, por 2-0 em 1955. Seu último gol pelo Nationalelf veio nesse período, em outra derrota de 3-1, para a rival Inglaterra em Berlim Ocidental em 26 de maio de 1956.[carece de fontes?]
Após cerca de um ano e meio ausente da seleção, Walter voltou a defendê-la já em 19 de março de 1958, em vitória por 2-0 sobre a Espanha em Frankfurt. A partida seguinte, ainda antes da Copa do Mundo daquele ano, foi uma derrota de 3-2 para a Tchecoslováquia em Praga, em 2 de abril.[carece de fontes?] Já na Suécia, o veterano participou das cinco primeiras das seis partidas dos detentores do título, embora a faixa de capitão já passasse a ser de Hans Schäfer.
A seleção havia se reformulado bastante entre uma Copa e outra, mantendo apenas poucos remanescentes dos titulares de 1954 - o próprio Walter, além de Schäfer, Horst Eckel e o Helmut Rahn. Na estreia, a Alemanha foi metódica no ataque e venceu de virada por 3-1 a Argentina, que voltava às Copas do Mundo desde 1934, vinha de uma série de títulos na Copa América (incluindo edição de 1957) e curiosamente jogou de camisa amarela sob a determinação da arbitragem de que o tradicional uniforme alviceleste poderia gerar confusão com as camisas brancas dos germânicos; foram usadas no lugar camisas emprestadas do clube local IFK Malmö. Walter forneceu a assistência para o gol do empate, marcado por Rahn sobre Amadeo Carrizo.
Já na segunda partida, a Tchecoslováquia começou ganhando por 2-0, dominando no primeiro tempo. Os alemães foram melhores no segundo e conseguiram empatar em 2-2. Contra a Irlanda do Norte, o time alemão primou outra vez pelo pragmatismo para obter novo empate em 2-2, favorável às duas seleções, após os adversários estarem por duas vezes à frente do placar - Rahn fez o da igualdade provisória em 1-1, dois minutos após o placar ser aberto pelos britânicos.
No primeiro mata-mata, tal como em 1954, foi derrotada a Iugoslávia, por 1-0 construído ainda no início do jogo, com Rahn marcando aos 12 minutos; os adversários esperavam que ele fosse cruzar e ele surpreendeu com um violento arremate. o jogo seguinte foi válido pela semifinal, contra a anfitriã Suécia. Os alemães abriram o placar, mas os escandinavos terminaram vencendo por 3-1, marcando duas vezes nos dez minutos finais, em partida de arbitragem questionada pelos derrotados - que teriam sofrido o empate após Nils Liedholm tocar com o braço na bola antes de fornecer a assistência para Lennart Skoglund, lance considerado não-intencional; além de ter Erich Juskowiak como único expulso em agressão mútua com Kurt Hamrin. Outra reclamação especial foi focada em Fritz Walter, duramente atingido por Sigge Parling em lance que não foi punido. Como não eram permitidas substituições, os alemães tiveram de jogar com dois a menos, o que facilitou a derrota.
O jogo contra a Suécia terminou por ser a última partida de Walter pela seleção;[carece de fontes?] por conta da lesão sofrida, o veterano não esteve na partida pelo terceiro lugar.

### Legado

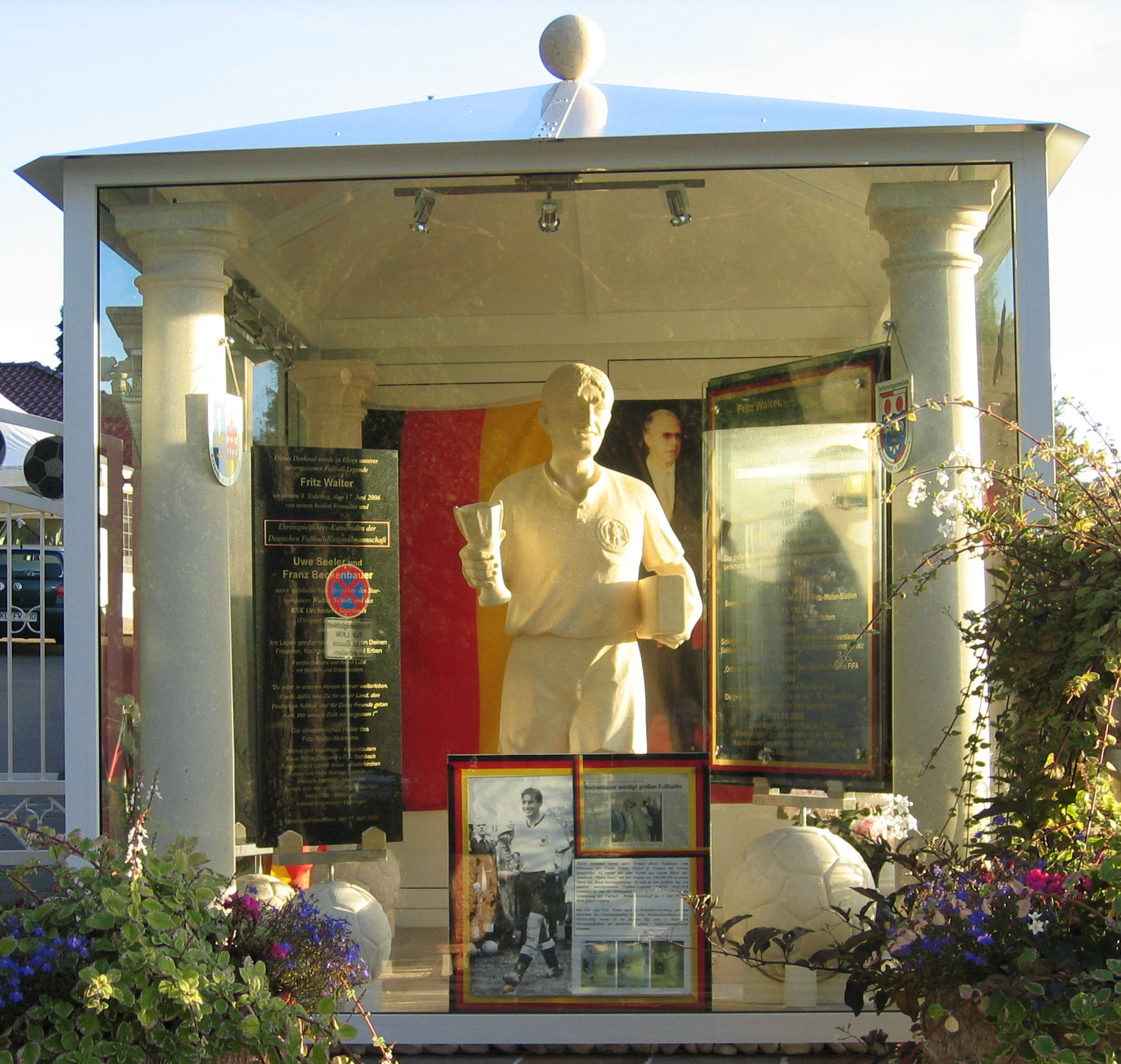
Museu "Casa de Fritz Walter" em Enkenbach-Alsenborn, onde ele faleceu.

Quando parou de jogar, Fritz Walter era o maior artilheiro da seleção alemã, considerando-se os jogos da seleção pré-divisão com os da Alemanha Ocidental. Todos os que o superaram foram jogadores de trajetória posterior pela equipe: o atual recordista Miroslav Klose (2001-14), também revelado no Kaiserslautern, Gerd Müller (1966-74), Lukas Podolski (2004-17), Rudi Völler (1982-94), Jürgen Klinsmann (1987-98), Karl-Heinz Rummenigge (1976-86), Uwe Seeler (1954-70), Michael Ballack (1999-2010), Oliver Bierhoff (1996-2002) e Thomas Müller (desde 2010). À altura de 2018, Walter é o 11º.[carece de fontes?]
Desse modo, embora tenha parado de jogar em 1959, Walter chegou a ser pressionado para retomar a carreira apenas para disputar, aos 42 anos, a Copa do Mundo FIFA de 1962, uma vez que a seleção não conseguira líder à altura dele. Walter, porém, declinou. Somente em 1994 alguém com essa idade jogaria o torneio, o camaronês Roger Milla, que assim deteve o recorde de jogador mais velho da competição até ser superado em 2014 pelo colombiano Faryd Mondragón.
Em paralelo a tais marcas, o simbolismo da conquista de 1954, a primeira da Alemanha, a levantar um pouco a autoestima de um país desolado e isolado, fez com que ele fosse eleito em 2004 o melhor jogador alemão nos cinquenta anos da UEFA, nos prêmios do jubileu da entidade, superando notáveis concorrentes como Franz Beckenbauer e aqueles que puderam ultrapassar Walter na artilharia da seleção.[carece de fontes?]
Walter faleceu durante a realização da Copa do Mundo FIFA de 2002, antes da partida em que a Alemanha disputou contra os Estados Unidos, para a qual os germânicos portaram braceletes negros, em luto. Klose, também jogador do Kaiserslautern e que conhecia Walter pessoalmente, ficou tão abalado que preferiu não se pronunciar. O goleiro Oliver Kahn declarou que "estamos bem consternados. A gente ainda tem na lembrança a imagem em preto e branco de Walter recebendo a Taça Jules Rimet". Völler, àquela altura o treinador da seleção, afirmou sensibilizado sobre Walter que "o sucesso nunca lhe subiu à cabeça; ele sempre foi aquela pessoa simples e querida. Walter é bem mais do que um ídolo".

## Títulos
Kaiserslautern
- Campeonato Alemão-Ocidental: 1950–51, 1952–53
- Grupo Sudoeste do Campeonato Alemão-Ocidental: 1946–47, 1947–48, 1948–49, 1949–50, 1950–51, 1952–53, 1953–54, 1954–55, 1955–56, 1956–57

Alemanha
- Copa do Mundo FIFA: 1954

### Prêmios individuais
- 23º melhor jogador do Século XX pela IFFHS
- 14º melhor jogador europeu do Século XX pela IFFHS
- Equipe das Estrelas da Copa do Mundo FIFA: 1954
- Prêmio do Jubileu da UEFA: 2003